# Joey Rosskopf
Joey Rosskopf (Decatur, 5 de setembre de 1989) és un ciclista estatunidenc professional des del 2010 i fins a la seva retirada l'any 2024 a l'equip Q36.5 Pro Cycling Team. Del seu palmarès destaca el Tour del Llemosí de 2016, el Campionat nacional en contrarellotge de 2017 i 2018 i el de ruta de 2021.

## Palmarès
- 2011
  - Vencedor d'una etapa al Tour de Ruanda
- 2013
  - 1r al París-Arràs Tour i vencedor d'una etapa
  - 1r al Critèrium de Doylestown
  - Vencedor d'una etapa al Tour de Beauce
- 2014
  - 1r al Redlands Bicycle Classic i vencedor d'una etapa
- 2016
  - 1r al Tour del Llemosí i vencedor d'una etapa
- 2017
  -  Campió dels Estats Units en contrarellotge
- 2018
  -  Campió dels Estats Units en contrarellotge
- 2021
  -  Campió dels Estats Units en ruta

### Resultats al Giro d'Itàlia
- 2016. 85è de la classificació general
- 2017. 70è de la classificació general
- 2020. 64è de la classificació general

### Resultats a la Volta a Espanya
- 2015. 124è de la classificació general
- 2018. 81è de la classificació general

### Resultats al Tour de França
- 2019. 73è de la classificació general